# El Jilote
El Jilote är en ort i Mexiko.   Den ligger i kommunen Cortazar och delstaten Guanajuato, i den centrala delen av landet, 220 km nordväst om huvudstaden Mexico City. El Jilote ligger 1 728 meter över havet och antalet invånare är 421.
Terrängen runt El Jilote är platt åt nordväst, men åt sydost är den kuperad. Runt El Jilote är det ganska tätbefolkat, med 214 invånare per kvadratkilometer. Närmaste större samhälle är Cortazar, 6,0 km nordost om El Jilote. Trakten runt El Jilote består till största delen av jordbruksmark.